# Microrregión de Amapá
La microrregión de Amapá es una de las microrregiones del estado brasileño del Amapá perteneciente a la mesorregión del Norte de Amapá. Está dividida en tres municipios.

## Municipios
- Amapá
- Pracuuba
- Tartarugalzinho

- Datos: Q2182232